# Marius Bülter
Marius Bülter (* 29. März 1993 in Ibbenbüren) ist ein deutscher Fußballspieler. Der Stürmer steht seit 2025 beim 1. FC Köln unter Vertrag.

## Karriere
Marius Bülter wuchs im Hörsteler Stadtteil Dreierwalde auf und begann das Fußballspielen beim SV Brukteria Dreierwalde. Später wechselte er in die Jugend von Preußen Münster, wo er jedoch nicht ins zweite A-Jugend-Jahr übernommen wurde und sich infolgedessen dem FC Eintracht Rheine anschloss, wo er 2012 in die erste Herrenmannschaft aufrückte.
Mit Rheine schaffte er den Aufstieg in die fünftklassige Oberliga Westfalen. Danach wechselte er zum Ligarivalen SuS Neuenkirchen, für den er in der Saison 2013/14 13 Tore erzielte. Danach nahm der SV Rödinghausen ihn unter Vertrag. In der Saison 2017/18 wurde Marius Bülter gemeinsam mit Christopher Kramer vom Wuppertaler SV Torschützenkönig der Regionalliga West. Beide erzielten jeweils 20 Saisontore. Außerdem gelang Bülter mit den Rödinghausenern die erstmalige Qualifikation für den DFB-Pokal.
Zur Saison 2018/19 wechselte Bülter zum Zweitligaaufsteiger 1. FC Magdeburg. Nach dessen Abstieg wurde er für ein Jahr an den Bundesligaaufsteiger 1. FC Union Berlin verliehen und sein Vertrag in Magdeburg zeitgleich bis zum Sommer 2022 verlängert. Im Mai 2020 zog Union die im Leihvertrag enthaltene Kaufoption, nachdem er in 28 Pflichtspielen 7 Tore und 4 Torvorlagen geleistet hatte. In der Saison 2020/21 bestritt Bülter für Union 26 Spiele in der Bundesliga, in denen er ein Tor schoss, und zwei Pokalspiele.
Zur Saison 2021/22 wechselte Bülter zum Bundesligaabsteiger FC Schalke 04. Er unterschrieb einen Vertrag mit einer Laufzeit bis zum 30. Juni 2024. Dort entwickelte er sich mit seinem Sturmpartner Simon Terodde zum besten Sturmduo der Liga und trug mit seinen 10 Toren und 13 Torvorlagen maßgeblich zum Gewinn der Meisterschaft der 2. Bundesliga und damit dem direkten Wiederaufstieg der Knappen bei. In der darauf folgenden Bundesliga-Saison 2022/2023, in der Bülter insgesamt 11 Tore erzielte, die aber mit dem direkten Abstieg des FC Schalke 04 endete, schoss Bülter am 31. Spieltag gegen den 1. FSV Mainz 05 in der 101. Minute und 13. Sekunde das späteste Tor in der Bundesliga seit Beginn der detaillierten Datenerfassung (die in der Saison 2004/05 begann).
Im Juli 2023 wechselte Bülter nach dem Abstieg von Schalke zurück in die Bundesliga zur TSG 1899 Hoffenheim. Bei seinem Debüt für die TSG im August 2023 beim Pokalspiel gegen den VfB Lübeck erzielte Bülter in der 69. Spielminute sein erstes Tor für die TSG. In zwei Jahren für Hoffenheim absolvierte er 63 Pflichtspiele und erzielte dabei zehn Tore. Außerdem nahm er mit dem Verein an der Ligaphase der UEFA Europa League 2024/25 teil.
Ende Juli 2025 wechselte Bülter innerhalb der Bundesliga zum Aufsteiger 1. FC Köln und unterschrieb dort einen Vertrag bis Sommer 2027.

## Sonstiges
Bülter studierte Maschinenbau an der Hochschule Osnabrück und schloss 2019 mit dem Bachelor ab. Thema seiner Bachelorarbeit war „Entwicklung und Konzeption einer neuen Antriebseinheit für eine automatische Klebevorrichtung“.

## Erfolge/Auszeichnungen

### FC Schalke 04
- Meister der 2. Bundesliga 2021/22 und Aufstieg in die 1. Bundesliga

### Auszeichnungen
- Torschützenkönig der Regionalliga West: 2018
- Torschütze des Monats: Februar 2023[14]